# 1562 Gondolatsch
1562 Gondolatsch је астероид главног астероидног појаса са пречником од приближно 11,52 .
Афел астероида је на удаљености од 2,399 астрономских јединица (АЈ) од Сунца, а перихел на 2,052 АЈ.
Ексцентрицитет орбите износи 0,077, инклинација (нагиб) орбите у односу на раван еклиптике 4,885 степени, а орбитални период износи 1213,259 дана (3,321 године).
Апсолутна магнитуда астероида је 11,80 а геометријски албедо 0,253.
Астероид је откривен 9. марта 1943. године.